# 谷戸

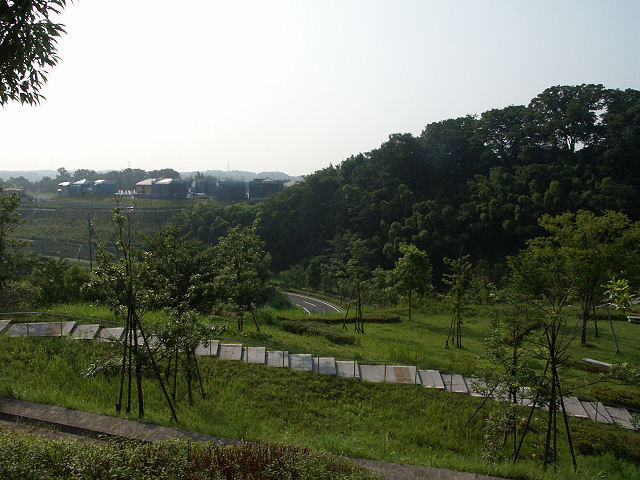
上谷戸（かさやと）親水公園（稲城市坂浜、現在の若葉台一丁目。2005年7月18日撮影。）

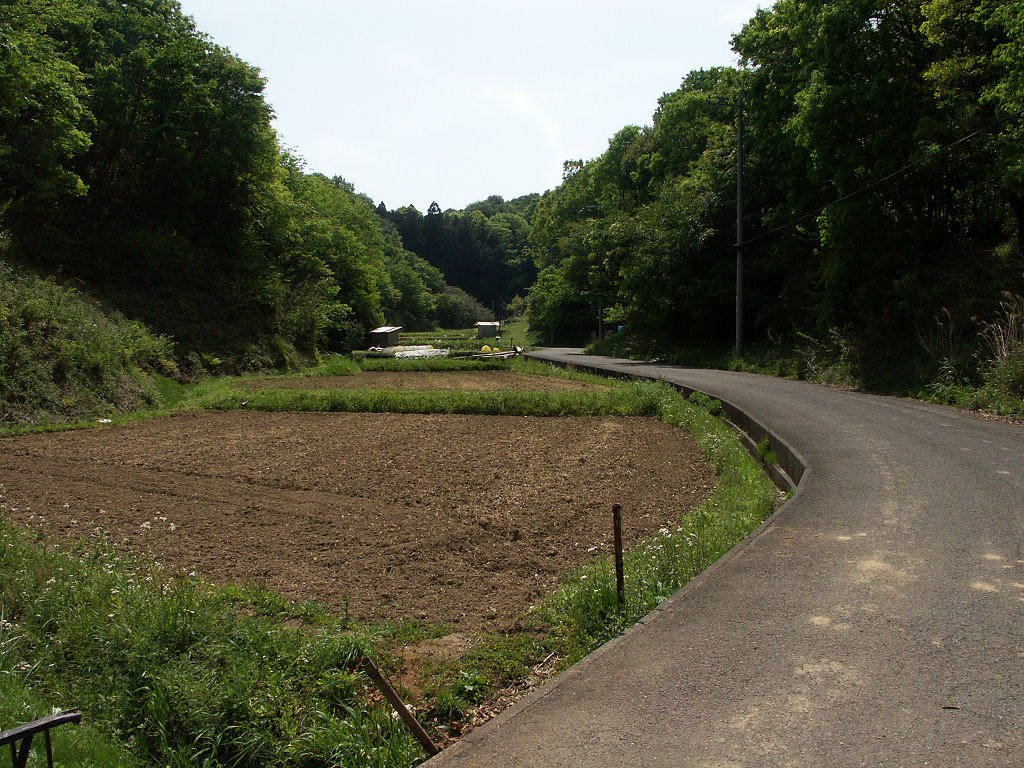
丘陵地の中の森林に囲まれた谷あいの土地で、水が集まるため古くからの集落があり田畑が営まれている場合が多い。
写真は今も里山の風景を色濃く残しており、農業公園としての整備・保全が検討されている川崎市麻生区黒川字西谷、奥ノ谷（おきのやと）付近（2006年5月5日撮影）。

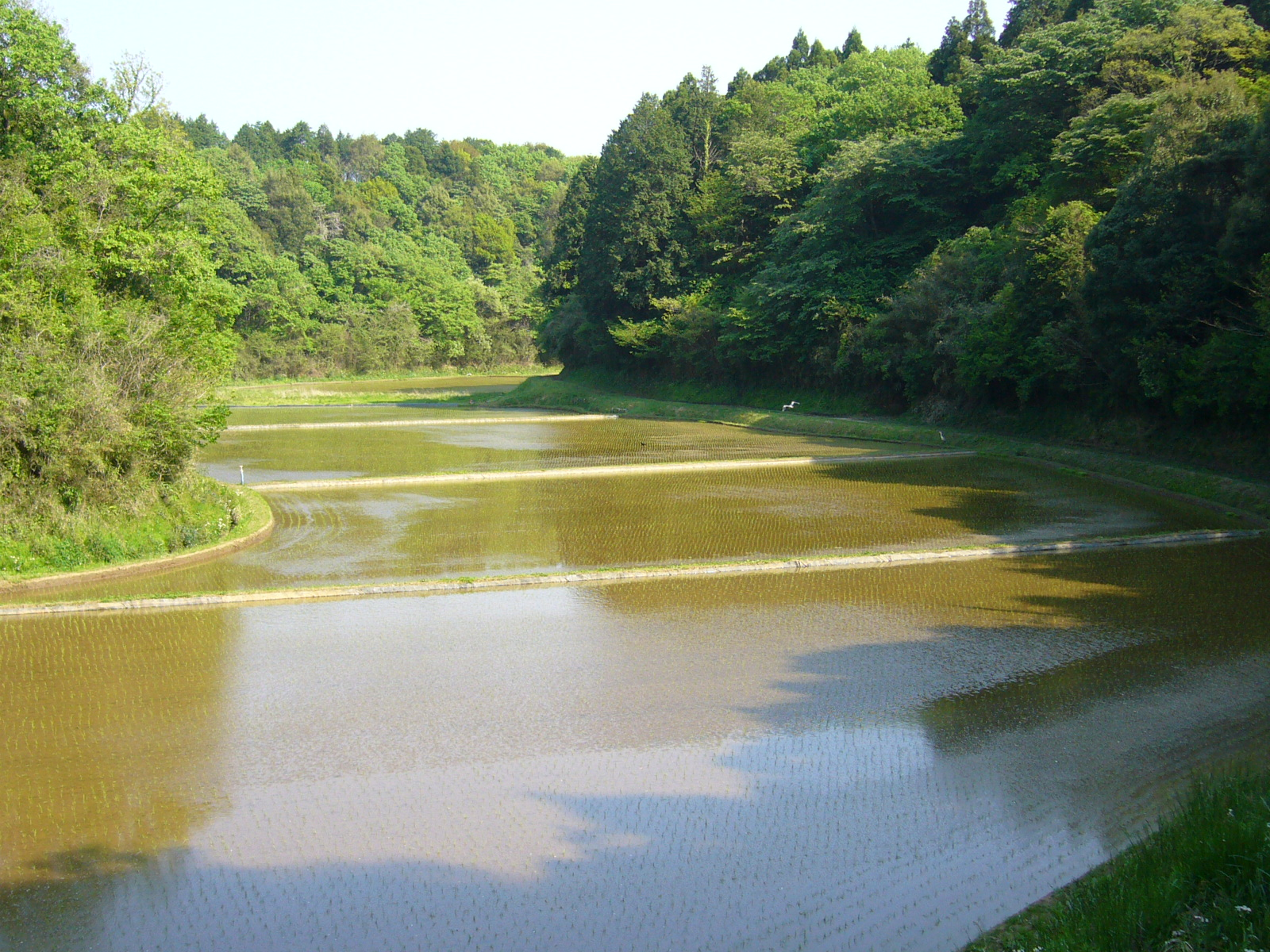
谷津（田植え直後の谷津田）（千葉県香取市・2007年5月3日）

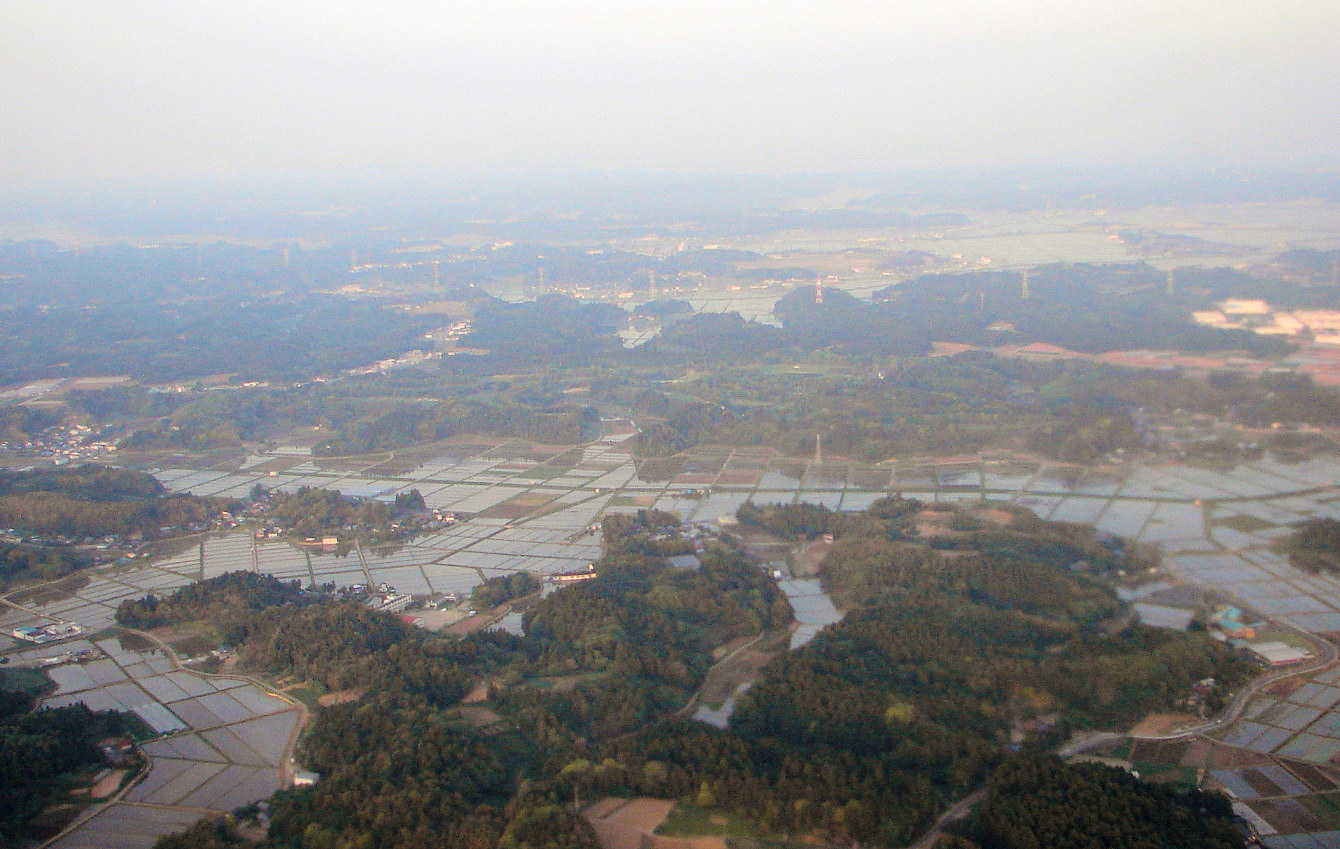
下総台地に入り組む谷津田（千葉県芝山町・2009年4月）

谷戸（やと）とは、丘陵地が浸食されて形成された谷状の地形である。また、そのような地形を利用した農業とそれに付随する生態系を指すこともある。谷（や、やと）・谷津（やつ）・谷地、萢（やち）・谷那（やな）などとも呼ばれ、主に東日本（関東地方・東北地方・北海道）の丘陵地で多く見られる。なお、同じ地形について、中国・九州などの西日本では迫・佐古（さこ）、岐阜県では洞（ほら）と呼ぶ。

## 地形
多摩丘陵、三浦丘陵、狭山丘陵、房総丘陵、武蔵野台地、下総台地といった関東の丘陵地・台地の縁辺部が、長い時間をかけて浸食され形成された谷状の地形は、谷戸・谷津・谷地などと呼ばれている。
これらの表記および読みは地域により分布に差が見られ、同様の地形を表す際にも、千葉県などでは「谷津」（やつ）を、神奈川県および東京都多摩地域では「谷戸」（やと）または「谷」（や）を、東北地方、北海道南部、北陸では「谷地」（やち）を使う場合が多い（#地名を参照）。
これらの経緯については史料が少なく詳細は分かっていないが、いずれの場合も意味は同じで、浅い浸食谷の周囲に斜面樹林が接する集水域であり、丘陵地の中で一段低くなった谷あいの土地であることを表している。
多摩丘陵・三浦丘陵における谷戸地形の成因は、主に約2万年前の最終氷期頃にかけて進んだ雨水・湧水による浸食で、その後の縄文海進期にかけて崩落土などによる谷部への沖積が進み、谷あいの平坦面が形成されたと考えられている。

## 土地利用
大量の水を使う水稲耕作において水利の確保は重要な課題のひとつとなるが、日本列島において稲作が始まってからしばらくの間は利水・治水技術が発達していなかった。当初の鉄製品は朝鮮半島からもたらされる希少なものであり、農具は木製が多く、用水路開削などには多大な労力を要した。その頃には、集水域で湧水が容易に得られ、しかも洪水による被害を受けにくい谷戸は、排水さえ確保できれば稲作をしやすい土地であった。そのため丘陵地内で谷戸では古くから稲作が営まれており、中世までには開発が進んでいたものと考えられている。
こうした土地は森林が近接する谷あいの農地であることから、田に近接する斜面では日照を確保するため「あなかり」などと呼ばれる下草刈りが定期的に行われており、また近接する森林では薪などを取ることができ、そうした行為には慣例として入会権が認められていた。労力さえかければ生活に必要な食糧・燃料・道具などの材料を調達するに適した土地であったと考えられている。
反面、こうした場所は尾根筋に挟まれた狭隘な地形であるために日照時間が短く、水はけが悪い場合には湿地状態となることが多い。また湧水地に近接する谷戸田へ農業用水を直接引き入れると、水温が上がらないうちに田に入ってしまうこととなり（多摩地域では谷戸に流れる冷たく分解前の腐植質が混じる水を「黒水」と呼んだ）、水を引き回すなどして温める工夫が求められる上、収穫される米の食味が悪くなるとの指摘がある。
戦国時代以降になると治水・利水技術が進展し、諸大名が石高向上のための稲作振興策を推進したため、関東においても新田開墾が進み、沖積平野での稲作が盛んになった。
明治以降になると中央集権化が進められ、それまで地域毎に藩主導で行われていた農業振興策が縮小・廃止されるようになり、戦後の高度経済成長」期になると農機や化学肥料の導入をはじめとする集約農業化が進められ、エネルギー源も薪から化石燃料へと転換した。その影響を受けて、前述のような谷戸地形の優位性が失われるとともに欠点が目立つようになり、谷戸田は衰退することとなった。また湿度が高く宅地とするにも不向きであることから、耕作放棄後には荒れ地になっていたり、建設残土などにより埋め立てられている場合すらある。
しかしながら、都市化が進む地域においては緑地や水源地としての希少性・貴重性が認められ、谷戸の自然を保全する動きが出てくるとともに、生態系上の価値も認められるようになっている。

## 生態系
生物多様性の重要性が認識されるようになるとともに、独特の条件がある谷戸の生態系に注目が集まるようになった。
たとえば、トウキョウサンショウウオやヤマアカガエルなどの絶滅危惧種や地域固有種が、開発を逃れた谷戸に生息していることが多い。また、急激な都市化が進められた関東地方において従来の生態系が残っている場合があることから、里山や雑木林などとともに価値が見直されはじめている。

## 地名
関東地方近辺では、地域ごとに主に下記の呼称が使われている。
宮城県
やち
茨城県
や、やつ
谷田部（やたべ、東谷田川、西谷田川が存在する）
谷田部町
千葉県（下総台地・房総丘陵など）、鎌倉付近
やつ
谷津（習志野市、旧津田沼町の前身の一つ）
栃木県
や、やつ
群馬県
かいと、やつ
埼玉県（狭山丘陵など）
やと（がいと）、やつ
神奈川県、東京都（多摩丘陵・三浦丘陵）
やと（相模野台地では「やつ」とも、武蔵野台地では「や」とも）
市谷、大谷田（おおやだ）

### 地名例
- やち：大谷地、大谷地村（おおやち）、前谷地（まえやち）、谷地畑（やちはた）
- やと：谷戸町、上谷戸（かさやと）、入谷戸（いりやと）
- -や：渋谷（しぶや）、瀬谷（せや）
- やつ：習志野市谷津、谷津干潟（やつひがた）、谷津駅（やつえき）その他。
- -がやつ：扇ガ谷（おうぎがやつ）など、鎌倉周辺に多い。
- -がや、がい：市谷（いちがや）、熊谷（-ケ谷、-ヶ谷、熊井）、越谷（こしがや）、鎌ケ谷（かまがや）、世田谷、祖師谷（そしがや）、保土谷、桶ヶ谷

### 関連する地名
- 谷内（やち、やない、たにうち）、逢谷内（おうやち）、神谷内（かみやち）、小谷内（こやうち）
- 谷田（矢田）、谷田部
- 八津（谷津）
- 夜刀
- 沢 (曖昧さ回避)
- 谷 (曖昧さ回避)
- 谷戸駅 - 神奈川県 鎌倉市 腰越にある江ノ島電鉄線の腰越駅の旧駅名

### 生物名の例
- ヤトセスジジョウカイ（ジョウカイボン科）
- ヤチグモ
- ヤチスギラン（ヒカゲノカズラ科)
- ヤチスギナ（トクサ科）
- ヤチラン（ラン科）
- ヤチヤナギ（ヤマモモ科)
- ヤチスゲ（カヤツリグサ科）
  - 谷地眼・谷地坊主（スゲ類によって作られる構造）